# Fiat 503
Fiat 503 – samochód produkowany przez włoski koncern Fiat w latach 1926–1927. 503 bazował na modelu 501, różnił się od niego zawieszeniem oraz hamulcami. Powstało około 42 tys. sztuk tego pojazdu.